# Eburneana magna
Eburneana magna là một loài nhện trong họ Salticidae.
Loài này thuộc chi Eburneana. Eburneana magna được Wanda Wesołowska & Szüts miêu tả năm 2001.